# Botanická zahrada v Padově
Botanická zahrada v Padově  (Orto Botanico di Padova) je botanická zahrada ve městě Padova v severní Itálii. Založena byla v roce 1545. Je nejstarší akademickou botanickou zahradou na světě, která je stále na svém původním místě. Je spojena s universitou v Padově, v současné době pokrývá plochu zhruba 22 000 m², a je známa pro svou speciální sbírky a historický vzhled.

## Historie
Zahrada byla založena v Padově podle rozhodnutí Senátu Benátské republiky. Zahrada měla být věnována pěstování léčivých rostlin, tzv. „jednoduchých rostlin“ (Orto dei semplici), které produkují přírodní léčiva, a také mohou pomoci studentům rozlišit skutečné léčivé rostlin od falešných.

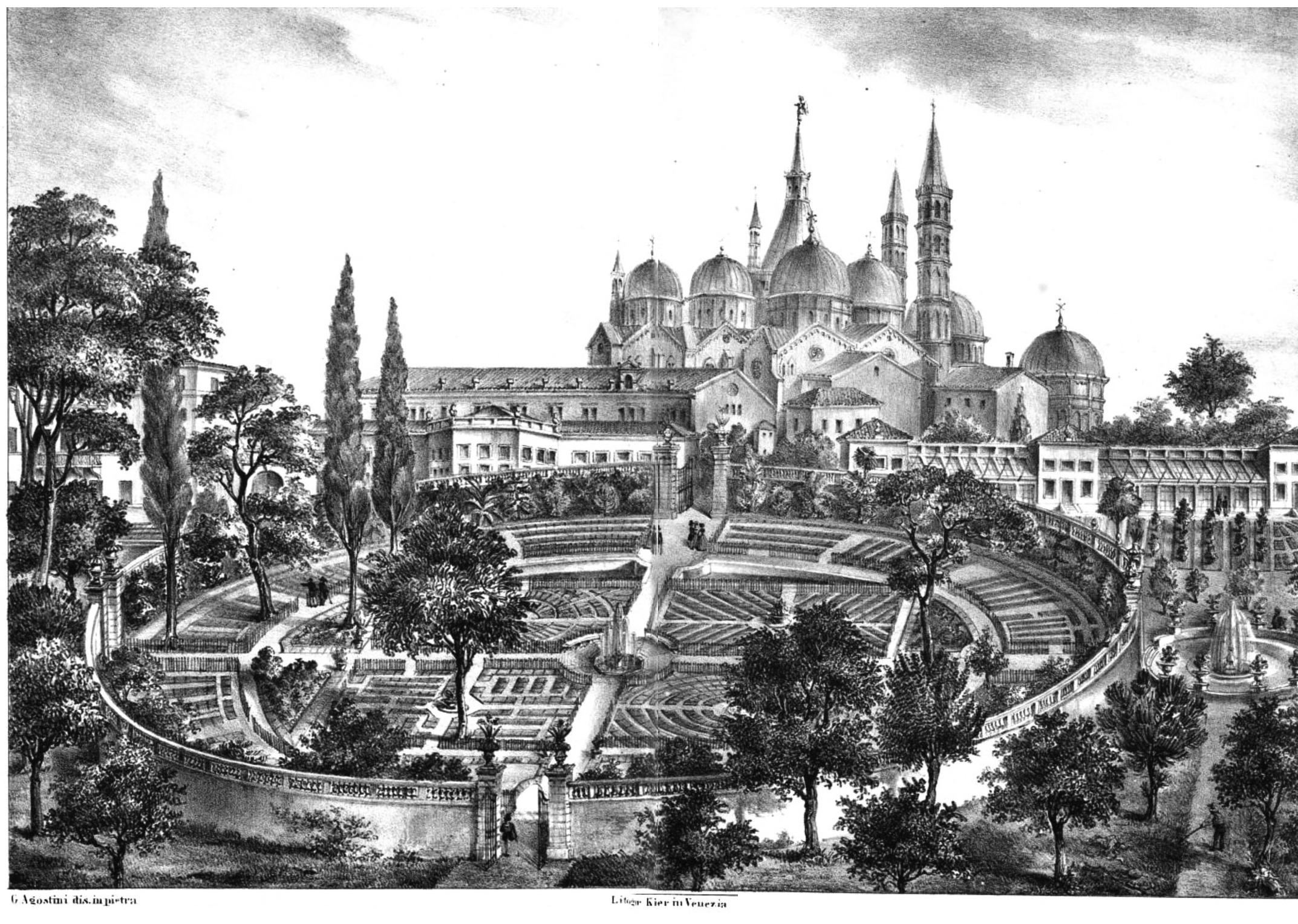
Orto Botanico di Padova, tisk ze 16. století, na pozadí basilika Sant'Antonio.

Kruhová zeď byla postavena na ochranu zahrady od častých nočních krádeží, ke kterým docházelo i přes kruté tresty (pokuty, vězení, exil). Botanická zahrada byla postupně obohacena o rostliny z celého světa, především ze zemí, které obchodovali s Benátkami. V důsledku toho Padova měla vedoucí úlohu při zavádění a studiu mnoha exotických rostlin a léčivých bylin. Herbář a knihovna a mnoho laboratoří se stalo postupně součástí botanické zahrady.
V současné době, Botanická zahrada umožňuje intenzivní výukové činnosti, stejně jako důležité výzkumy prováděné na jejich pozemcích. Také se stará o zachování mnoha vzácných druhů. V roce 1997 byla Orto Botanico di Padova uvedena do UNESCO jako světového kulturního dědictví UNESCO z následujících důvodů: „Botanická zahrada v Padově je nejpůvodnější ze všech botanických zahrad po celém světě, a představuje zrození vědy, vědecké výměny a pochopení vztahu mezi přírodou a kulturou. Byla hlubokým přínosem pro rozvoj mnoha moderních vědeckých disciplín, a to zejména oborů botanika, medicína, chemie, ekologie a farmakologie .“

## Dřeviny

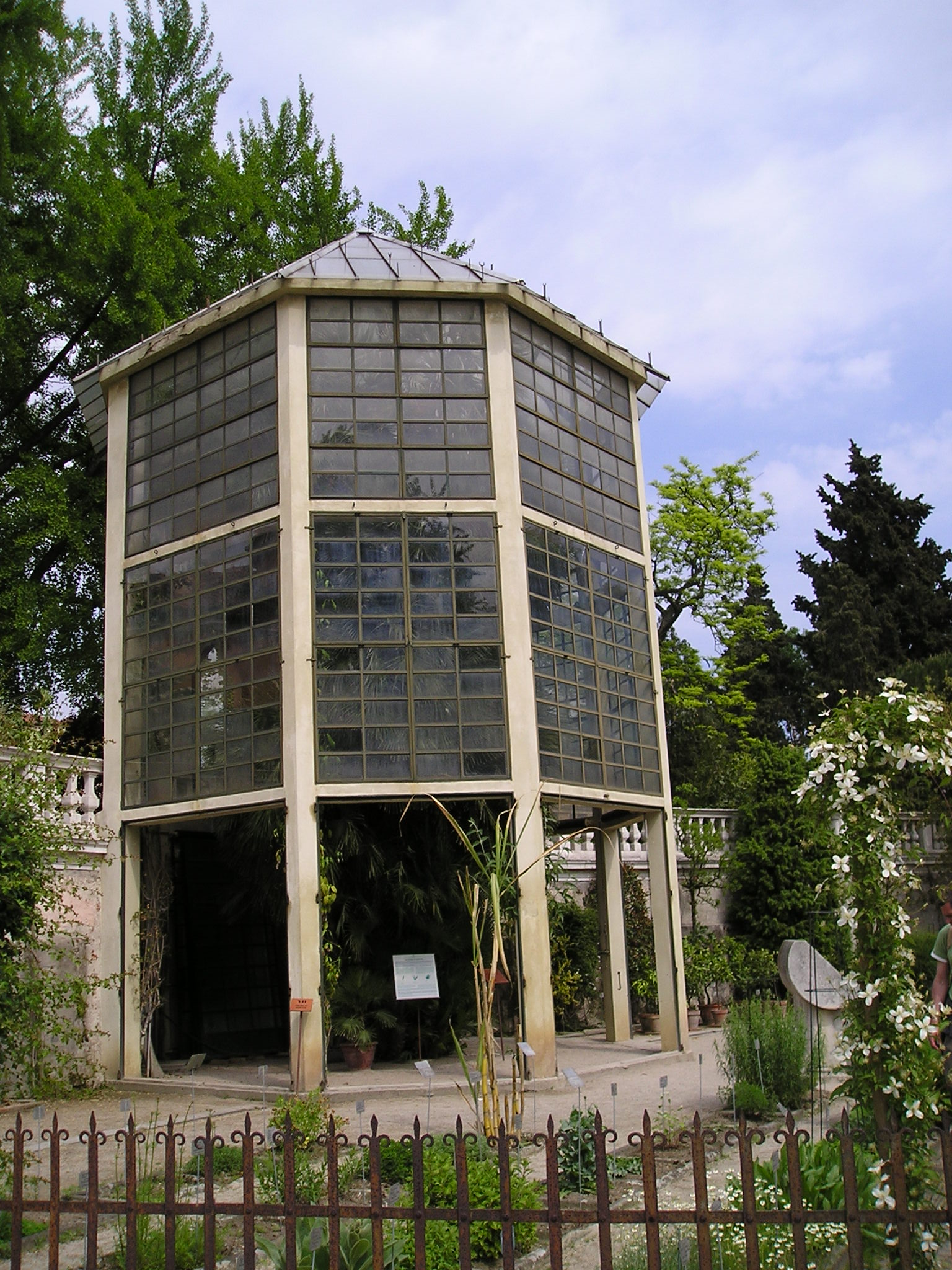
Skleník „Palma di Goethe“

Až do roku 1984, se Botanická zahrada chlubila keřem drmku Vitex agnus-castus, který pocházel z přinejmenším z roku 1550. V současné době je nejstarší rostlinou palma vysazená v roce 1585 s názvem „Palma di Goethe“, protože ji básník zmiňuje ve své eseji „Proměny rostlin“, tento strom se nachází ve skleníku Ortus Sphearicus, kde je i ginkgo a magnolie z poloviny 18. století, které jsou považovány za nejstarší exempláře těchto rostlin v Evropě. Obrovský platan ve vnějším arboretu pochází z roku 1680, má dutý kmen, kvůli úderu blesku. V arboretu je také kmen jilmu, který uhynul v roce 1991, s výrazným letokruhy.

## Sbírky
Vzhledem k nedostatku skleníků, jsou rostliny většinou umístěny venku. Šest tisíc druhů rostlin je v současné době pěstováno a seřazeno podle taxonomických, utilitárních, ekologických a historických měřítek. Systematické sbírky jsou soustředěny ve čtyřech největších centrálních záhonech. Mezi utilitárními sbírkami jsou léčivé rostliny nejdůležitější. Ty jsou klasifikovány podle Englerovy taxonomie, na základě fylogenetických vztahů mezi rodinami. Každá rostlina je označena jeho vědeckým jménem a jeho hlavními terapeutickými vlastnostmi. Sbírka jedovatých rostlin byla nedávno zřízena s didaktickými cíli. Mnoho z těchto jedovatých rostlin se vyskytuje také v oblasti léčivých rostlin, protože ve vhodných množstvích mohou být jedovaté rostliny použity k léčbě nemocí a chorob.
Sbírky na zahradě také obsahují
- Hmyzožravé rostliny – nacházející se půdě chudé na dusík
- Léčivé a jedovaté rostliny Rostliny reprezentují původní účel botanické zahrady.
- Sbírka rostlin z vulkanických kopců nedaleko Padovy (Colli Euganei) a oblasti Triveneto (okolí Benátek, Tridentsko-Horní Adiže a Furlansko-Julské Benátsko) a okolí botanické zahrady. Je to také sekce věnovaná sběru, uchování a studiu rostlin, kterým hrozí vyhynutí.
- Orchideje
- Vodní rostliny
- Skalničky
- Středomořská vegetace

## Habitat
- Středomořské makchie: obsahuje typickou pobřežní vegetaci z oblasti Středozemního moře, klima, charakterizované horkými léty a mírnými zimami. Neprostupné křoviny se skládá z husté stálezelených keřů a stromů, stejně jako mnoho popínavé rostliny, často trnitých.
- Alpská zahrada: typické alpské prostředí horského lesa. Vyznačuje plochami usazenin ve skalních štěrbinách spojených kořeny rostlin, keři a malými pokroucenými stromy, jako jsou kleče a trpasličí jalovce.
- Životní prostředí vodních rostlin: vodní rostliny jsou pěstovány v mnoha nádržích a upravované pro přirozené stanoviště jejich původních druhů.
- Sukulentní rostliny: rekonstrukce pouště pro umístění rostlin na jaře a v létě.
- Orchidejové skleníky: horké vlhké mikroklima, které umožní pěstování tropických lesních dřevin.